# Kunio Shiota
Kunio Shiota   (1950) és un científic de la vida japonès especialitzat en bioquímica i epigenètica. És professor emèrit a la Universitat de Tòquio i antic investigador principal convidat a la Universitat de Waseda.

## Biografia
Es va graduar a l'escola secundària Konan de la prefectura de Kagoshima el 1969 i al Departament de Ciències Veterinàries de la Facultat d'Agricultura de la Universitat de Miyazaki el 1973. El 1979, va completar el doctorat en agricultura al Departament de Ciències Mèdiques Veterinàries d'Escola de Postgrau d'Agricultura de la Universitat de Tòquio. Després de completar l'escola de postgrau, es va unir a la Takeda Pharmaceutical Company. El 1987, es va retirar de l'empresa i es va convertir en professor associat a l'Escola de Postgrau de Ciències Agrícoles i de la Vida de la Universitat de Tòquio (Departament de Ciències dels Recursos Animals i Departament de Ciències Mèdiques Veterinàries). Va rebre el premi de la Societat Japonesa de Ciència Veterinària el 1996.
Es va convertir en professor a la Universitat de Tòquio en el Departament de Ciències dels Recursos Animals i Departament de Ciències Mèdiques Veterinàries el 1998. També va exercir com a professor adjunt a l'Institut Nacional de Genètica, la Universitat Juntendo i la Universitat de Kagoshima. El 2013, l'equip de recerca de Kunio Shiota i Koji Hayakawa a la Universitat de Tòquio va tenir èxit en la generació de neurones d'orexina a partir de cèl·lules mare pluripotents (cèl·lules mare embrionàries de ratolí) per primera vegada al món.
El 2016, se li va donar el títol de professor emèrit a la Universitat de Tòquio i es va convertir en investigador sènior convidat a l'Institut de Recerca de Ciència i Enginyeria de la Universitat de Waseda.